# Richard Robert
Richard Robert   (Viena, 25 de març de 1861 - Kaltenleutgeben, 1 de febrer de 1924) va ser un pianista, compositor, crític de música i administrador de música austríac, però és molt destacat com a pedagog en piano, composició i direcció. Com a professor de piano vienès, Richard Robert va veure en la mateixa font que Emil von Sauer i Theodor Leschetizky. Entre els seus destacats estudiants figuraven Kurt Adler, Hans Gál, Vally Weigl, Clara Haskil, Rudolf Serkin o George Szell.

## Biografia
Era de descendència jueva. Va estudiar música al conservatori de Viena, sota Julius Epstein (professor de Gustav Mahler), Franz Krenn (professor de Mahler i Leoš Janáček) i Anton Bruckner, i després va treballar com a teatre. director de direcció (Kapellmeister) i pianista. Era amic de Johannes Brahms, amb qui va competir una vegada amb el "Bruckner's String Quintet".
De 1885 a 1891 va editar la revista "Neue Musikalische Rundschau". També va escriure crítiques musicals per a diaris com el "Wiener Sonn-u. Montags-Zeitung" i "Illustriertes Wiener Extrablatt".
Va ensenyar al "Neues Wiener Konservatorium" (Conservatori Nou de Viena) i el 1909 va ser per poc temps el seu director. Un dels seus estudiants que hi havia fou Hans Gál, de 15 anys, que va obtenir el certificat d'ensenyament musical el 1909. Va ser a través de Robert que Gál va trobar al seu mentor ideal en Eusebius Mandyczewski.
El primer estudi del director de direcció de George Szell va ser el piano, sota Richard Robert. La primera esposa de Szell, Olga Band, va ser una estudiant de Robert. Es van casar el 1920 però es van divorciar el 1926. Szell va escriure un testimoni pel 60è aniversari de Richard Robert, destacant la seva amabilitat, integritat, modèstia i disposició a ajudar, a banda de les seves habilitats musicals.
Rudolf Serkin va començar els seus estudis amb Richard Robert el 1912, quan tenia 9 anys. Això va ser quan va fer una audició a Pilsen per Alfred Grünfeld, que va quedar tan impressionat que va recomanar estudiar Serkin amb Robert a Viena. Serkin va debutar amb la Simfonica de Viena als 12 anys, interpretant el Concert en sol menor de Mendelssohn, però la seva família va rebutjar les invitacions per a la seva gira, a favor de continuar els seus estudis amb Robert. Va tenir almenys una lliçó més amb Robert molt després que es convertís en un pianista de concerts establert.
El director d'orquestra Kurt Adler va ser inicialment estudiant de piano de Robert, i va dedicar el seu llibre "The Art of Accompanying and Coaching" a totes les grans influències musicals de la seva vida, inclòs el professor Richard Robert.
Entre els seus ajudants figuraven Anka Bernstein-Landau i el seu antic alumne Vally Weigl.
Richard Robert també va compondre. Entre les seves obres destaquen lieder, música de cambra i l'òpera Rhampsinit. Es va convertir en president de la "Wiener Tonkünstler-Verein" (Associació de compositors de Viena).
Ell i la seva esposa Laura no tenien fills propis, però actuaven en loco parentis per a molts dels seus joves estudiants. Richard Robert va morir a Kaltenleutgeben el 1924, amb 62 anys.
Durant el règim nazi, Rudolf Serkin va ajudar a moltes persones a escapar de la deportació dels nazis; entre elles, la vídua de Robert Laura, però va morir a Viena abans que els pogués portar a la seguretat als Estats Units.